# Avulsión (geomorfología)

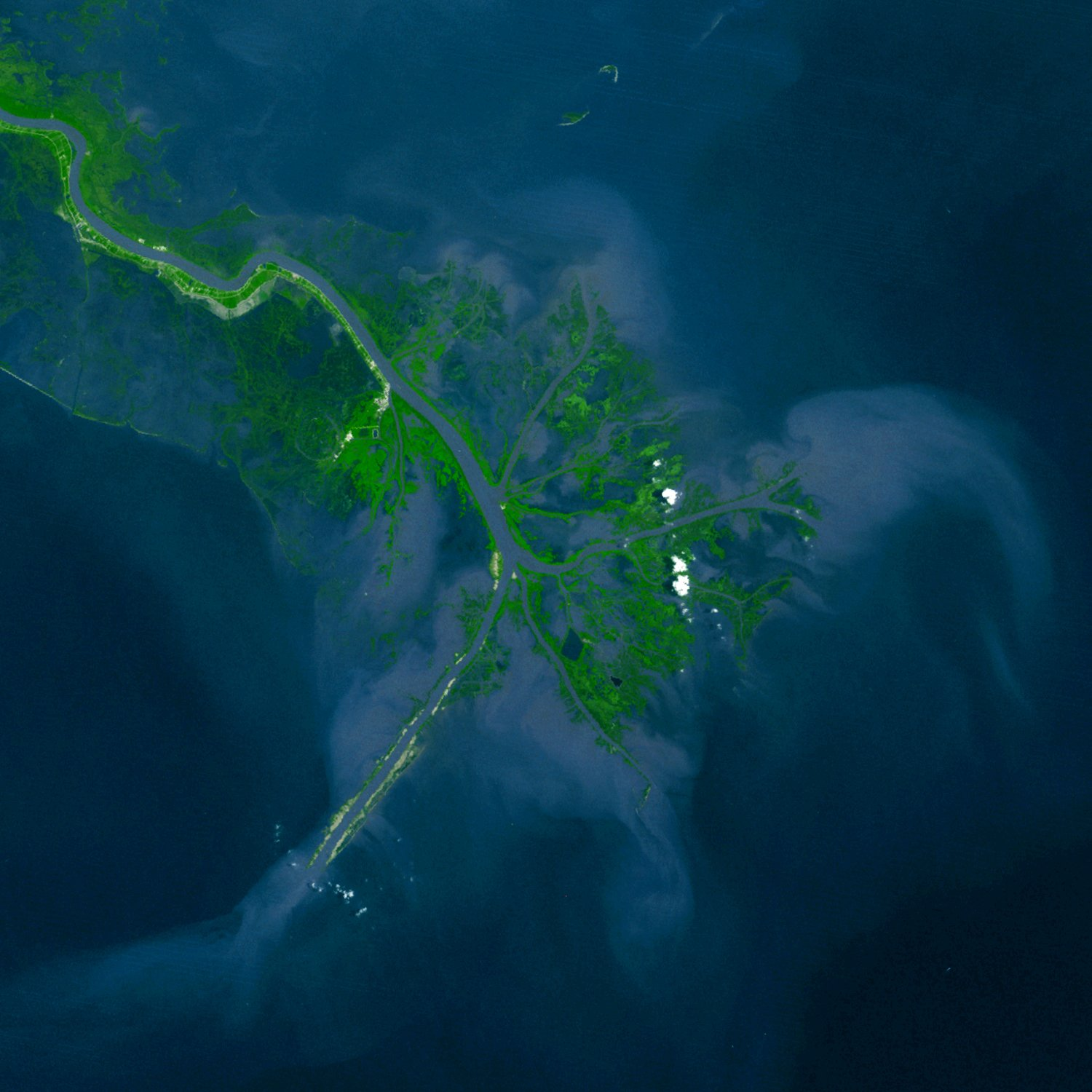
Vista de satélite mostrando los penachos de sedimentos que entran en el océano de las bocas del delta del río Misisipí. Este sedimento es el responsable de construir el delta y permitir que avance en el mar.

La avulsión, en geología sedimentaria y geomorfología fluvial, es el abandono rápido del cauce de un río y la formación de uno nuevo. Las avulsiones ocurren como resultado de que las pendientes del cauce son mucho menores que la pendiente que el río podría adquirir si tomara un nuevo rumbo.
El Diccionario de la Real Academia Española de la Lengua define la palabra avulsión como un término de medicina que significa extirpación.

## Conjuntos deltaicos
Las avulsiones son comunes en la configuración de los sistemas deltaicos en los que el depósito de sedimentos cuando el río entra en el océano y los gradientes de los cauces suelen ser muy pequeños. Este proceso de avulsión en la configuración del delta también se conoce como "re-direccionamiento deltaico" (delta switching).
Los depósitos del río resultan en la formación de un lóbulo deltaico individual que empuja hacia el mar. Un ejemplo de un lóbulo deltaico es el delta pie de pájaro del río Misisipí. Cuando el lóbulo deltaico avanza, la pendiente del cauce del río es cada vez menor debido a que el cauce es más largo, aunque tiene el mismo desnivel (véase pendiente o gradiente). Cuando la pendiente del cauce disminuye se vuelve inestable por dos razones: primero, el agua bajo la fuerza de gravedad tiende a fluir por el camino más directo aguas abajo: si el río puede romper sus diques naturales (por ejemplo, en una inundación), se derramará en un nuevo curso con una ruta más corta hacia el océano, obteniendo así una pendiente estable más pronunciada. En segundo lugar, cuando su pendiente disminuye la cantidad de esfuerzo cortante en el lecho se reducirá, lo que dará lugar al depósito de sedimentos en el cauce y a que el lecho se sobreeleve en relación con la llanura de inundación. Esto hará más fácil no respetar sus diques y cortar un nuevo cauce que entrará en el océano con una pendiente más pronunciada.
Cuando se produce esta avulsión el nuevo cauce arrastra sedimentos hacia el océano construyendo un nuevo lóbulo deltaico. El delta abandonado finalmente desaparece. Dado que este proceso resulta en la formación de una serie de lóbulos, es también conocido como delta cambiante.
Este proceso también está relacionado con la red de canales distributarios del río que puede ser observado en el delta de un río. Cuando el curso hace esto, algunos de sus flujos puede permanecer en el cauce abandonado. Cuando estos cauces cambiantes ocurren repetidamente en el tiempo se formará un delta maduro y el río conseguirá una red de distributarios.
La subsidencia del delta y /o el subida del nivel del mar pueden además causar reflujos y deposiciones en el delta. Esta deposición llenan los canales y dejan un registro geológico de la avulsión de los cauces en las cuencas sedimentarias. En promedio, una avulsión se produce cada vez que el lecho de un cauce del río agrada lo bastante para que el canal del río quede sobreelevado por encima de la llanura de inundación y provoque un cauce profundo. En esta situación, estará disponible la carga hidráulica suficiente para provocar cualquier rotura de los diques naturales lo que dará lugar a una avulsión.

## Avulsiones erosivas
Los ríos también pueden avulsionar debido a que la erosión de un nuevo canal crea un camino más recto a través del paisaje. Esto puede suceder durante las grandes inundaciones en situaciones en las que la pendiente del canal es sustancialmente mayor que la del antiguo canal. Cuando la pendiente del nuevo canal es aproximadamente la misma que la pendiente del antiguo canal, tendrá lugar una avulsión parcial en la que ambos cauces estarán ocupados por el flujo.

## Meandros de corte
Un ejemplo de una avulsión de menor importancia es el conocido como meandro de corte, que se produce cuando la alta sinuosidad de una curva de un meandro hace que se abandone en favor de un recorrido de mayor pendiente. Slinger and Smith mostraron que esto ocurre cuando la relación entre la pendiente del canal y la pendiente potencial después de una avulsión es menor que 1/6.
La avulsión se produce normalmente durante las grandes inundaciones que tienen la energía necesaria para cambiar rápidamente el paisaje.
Las avulsiones generalmente ocurren como un proceso de erosión remontante. Si un banco de una corriente actual es roto  se cortará una nueva trinchera en la llanura de inundación existente, bien a través de los depósitos de la llanura o bien reocupando un antiguo cauce.